# تكية مدير الملك
تكية مدير الملك (بالفارسية: تکیه مدیر الملک) هي تكية شيعية تاريخية تعود إلى القاجاريين، وتقع في كرمان.